# South Okanagan (circonscription britanno-colombienne)
Pour les articles homonymes, voir Okanagan (homonymie).
Circonscription électorale provinciale du Canada
South Okanagan est une ancienne circonscription provinciale de la Colombie-Britannique représentée à l'Assemblée législative de la Colombie-Britannique de 1916 à 1979.

## Géographie
La circonscription représentait la partie sud de la région d'Okanagan dans le centre-sud de la province.

## Liste des députés
| Législature                                          | Années                                               | Député                                               | Député                                               | Parti                                                |
| South Okanagan Issue avec North Okanagan de Okanagan | South Okanagan Issue avec North Okanagan de Okanagan | South Okanagan Issue avec North Okanagan de Okanagan | South Okanagan Issue avec North Okanagan de Okanagan | South Okanagan Issue avec North Okanagan de Okanagan |
| ---------------------------------------------------- | ---------------------------------------------------- | ---------------------------------------------------- | ---------------------------------------------------- | ---------------------------------------------------- |
| 14e                                                  | 1916–1920                                            |                                                      | James William Jones                                  | Conservateur                                         |
| 15e                                                  | 1920–1924                                            |                                                      | James William Jones                                  | Conservateur                                         |
| 16e                                                  | 1924–1928                                            |                                                      | James William Jones                                  | Conservateur                                         |
| 17e                                                  | 1928–1933                                            |                                                      | James William Jones                                  | Conservateur                                         |
| 18e                                                  | 1933–1937                                            |                                                      | Joseph Allen Harris                                  | Libéral                                              |
| 19e                                                  | 1937–1941                                            |                                                      | Cecil Robert Bull                                    | Libéral                                              |
| 20e                                                  | 1941–1945                                            |                                                      | W. A. C. Bennett                                     | Conservateur                                         |
| 21e                                                  | 1945–1948                                            |                                                      | W. A. C. Bennett                                     | Coalition                                            |
| 21e                                                  | 1948-1949                                            |                                                      | Robert Browne-Clayton                                | Coalition                                            |
| 22e                                                  | 1949–1951                                            |                                                      | W. A. C. Bennett                                     | Coalition                                            |
| 22e                                                  | 1951-1952                                            |                                                      | W. A. C. Bennett                                     | Indépendant                                          |
| 23e                                                  | 1952–1953                                            |                                                      | W. A. C. Bennett                                     | Créditiste                                           |
| 24e                                                  | 1953–1956                                            |                                                      | W. A. C. Bennett                                     | Créditiste                                           |
| 24e                                                  | 1953–1956                                            |                                                      | W. A. C. Bennett                                     | Créditiste                                           |
| 25e                                                  | 1956–1960                                            |                                                      | W. A. C. Bennett                                     | Créditiste                                           |
| 26e                                                  | 1960–1963                                            |                                                      | W. A. C. Bennett                                     | Créditiste                                           |
| 27e                                                  | 1963–1966                                            |                                                      | W. A. C. Bennett                                     | Créditiste                                           |
| 28e                                                  | 1966–1969                                            |                                                      | W. A. C. Bennett                                     | Créditiste                                           |
| 29e                                                  | 1969–1972                                            |                                                      | W. A. C. Bennett                                     | Créditiste                                           |
| 30e                                                  | 1972–1975                                            |                                                      | W. A. C. Bennett                                     | Créditiste                                           |
| 30e                                                  | 1973-1975                                            |                                                      | Bill Bennett                                         | Créditiste                                           |
| 31e                                                  | 1975–1979                                            |                                                      | Bill Bennett                                         | Créditiste                                           |
| Circonscription abolie, voir Okanagan South          |                                                      |                                                      |                                                      |                                                      |